# Sture Kjellström
Arne Sture Kjellström, född 10 juli 1927 i Järpen, Undersåkers församling, Jämtlands län,  död 2 april 1988 i Bromma, Västerleds församling, Stockholm, var en svensk målare, grafiker, tecknare och teckningslärare.
Han var son till verkmästaren Hjalmar Kjellström och Esther Pettersson. Kjellström studerade vid Konstfackskolan Stockholm 1952-1956 och vid Konsthögskolan i Stockholm samt under studieresor till Frankrike, Belgien och Danmark. Han medverkade i Nationalmuseums utställning Unga tecknare 1951-1955 och medverkade i samlingsutställningar med Jämtlands läns konstförening och Sveriges allmänna konstförening. Tillsammans med Olle Bergmark och Bo Carlander ställde han ut i Luleå 1956. Hans konst består av porträtt, landskap och stilleben. Kjellström är representerad vid Gustav VI Adolfs samling och Luleå museum.